# (3216) Harrington
(3216) Harrington es un asteroide perteneciente al cinturón de asteroides que orbita entre Marte y Júpiter, fue descubierto por Edward L. G. Bowell el 4 de septiembre de 1980 desde el observatorio Anderson Mesa, Estados Unidos.

## Designación y nombre
Se designó inicialmente como 1980 RB. Posteriormente, en 1986, recibió su nombre en honor al astrónomo estadounidense Robert Sutton Harrington.

## Características orbitales
Harrington está situado a una distancia media del Sol de 2,397 ua, pudiendo alejarse hasta 3,123 ua y acercarse hasta 1,672 ua. Su inclinación orbital es 4,917 grados y la excentricidad 0,30278. Emplea 1.355 días en completar una órbita alrededor del Sol.

## Características físicas
Su magnitud absoluta es de 13,6 y esta asignado al tipo espectral B de la clasificación SMASSII.